# Monsteroideae
Monsteroideae es una subfamilia de plantas de la familia Araceae.  La subfamilia es notable por tener células espinosas en muchas de las partes vegetativas y florales de las plantas, pero rara vez en las raíces.

## Tribus y géneros
- Tribu: Anadendreae
  - Géneros: Anadendrum

- Tribu: Heteropsideae
  - Géneros: Heteropsis

- Tribu: Monstereae
- Géneros: Alloschemone - Amydrium - Epipremnum - Monstera - Rhaphidophora - Rhodospatha - Scindapsus - Stenospermation

- Tribu: Spathiphylleae
  - Géneros: Holochlamys - Spathiphyllum